# CitySpire Center
El CitySpire Center es el rascacielos de uso mixto más alto de Nueva York, Estados Unidos, situado en el lado sur de la Calle 56 Oeste, entre la Sexta y la Séptima Avenida, en Midtown Manhattan. Construido en 1987, tiene 248 metros de altura y 75 plantas, con una superficie total de 33 400 m². El edificio es propiedad de Tishman Speyer Properties.

## Descripción
Diseñado por Helmut Jahn, es el decimosexto edificio más alto de Nueva York y el 42.º más alto de los Estados Unidos. Cuando se construyó, el CitySpire Center se convirtió en el segundo edificio de hormigón más alto del mundo. Las 23 plantas más bajas de la torre contienen oficinas y el resto apartamentos de lujo, de mayor tamaño según aumenta su altura.
Poco después de la construcción del edificio, los residentes de edificios cercanos se quejaron de oír un fuerte silbido que resultó que provenía del viento que soplaba a través de la cúpula decorativa que corona el edificio. El ayuntamiento amenazó con multas diarias por el ruido, que duró más de un año. Los promotores silenciaron el silbido retirando todos las persianas de las torres de refrigeración, ensanchando por tanto los canales estrechos por los que soplaba el viento.
La cúpula, de inspiración islámica, es un homenaje al adyacente New York City Center, situado en la West 55th Street, y se ilumina por la noche con una luz blanca.
CitySpire Center forma parte de un grupo de cuatro rascacielos cercanos a Central Park, junto con la Carnegie Hall Tower (que imita el diseño de la famosa sala de conciertos homónima), la Metropolitan Tower y One57.
Poco después de su construcción, se desveló que el edificio superaba su límite de altura en unos cuatro metros. Los promotores compensaron esto construyendo un estudio de baile para el Departamento de Cultura de la ciudad en una parcela adyacente.